# 赛金花故居
赛金花故居，位于中国安徽省黄山市黟县宏村镇龙江村上轴村，从黟县到宏村的黟宏公路旁，是具有传奇色彩的晚清名妓交際花赛金花（原名郑彩云）的出生地，即郑家大院“归园”。
1872年10月9日，赛金花出生于此，12岁与父亲前往苏州，沦落到山塘河的花船上卖艺。1887年，状元洪钧纳赛金花为妾。并以公使夫人的身份，随其出使德、俄、荷、奥等国，受到德皇威廉二世的接见。1892年洪钧遭弹劾回国。1893年洪钧去世后，赛金花被赶出洪家，到上海开设书寓。1898年北迁京、津。1900年，八国联军进入北京时，赛金花力劝相识的德国统帅瓦德西约束士兵，停止杀戮，并在“庚子赔款”谈判中极力斡旋，为保护北京做出巨大的贡献。被奉为“九天护国娘娘”。1903年，31岁的赛金花因虐待婢女获罪，从北京遣返黟县老家，居住在归园“烦了斋”。1936年，赛金花在北京病逝。2002年，上海恒泰投资有限公司的周墙先生出资修复赛金花故居。2004年5月正式对游人开放。
赛金花故居是一处典型的徽州民居，木雕、砖雕细致入微。归园以水景为主。并悬挂赛金花晚年墨迹：“国家是人人的国家，救国是人人的本分。”
2004年10月28日，赛金花故居公布为第五批安徽省文物保护单位。归园-赛金花景区是一处四星级景区。